# جبل بوقطران
جبل بُوقُطْرَان جبل يقع بشمال غربي الجمهورية التونسية، شمال شرقي مدينة جندوبة وغربي مدينة باجة. يبلغ ارتفاعه 903 م.